# 鸡心藤
鸡心藤（学名：Cissus kerrii）为葡萄科白粉藤属下的一个种。

## 扩展阅读
- 維基物種上的相關：鸡心藤